# Епархия Теджано-Поликастро
Епархия Теджано-Поликастро (лат. Dioecesis Dianensis-Policastrensis) — епархия Римско-католической церкви с центром в городе Теджано, Италия. Епархия Теджано-Поликастро входит в митрополию Салерно-Кампаньи-Ачерно.

## История
В XI веке возникла епархия Поликастро с центром в современном селении Поликастро-Буссентино.
21 сентября 1850 года была учреждена епархия Диано-Теджано на территории, выделенной из состава епархии Капаччо.
30 сентября 1986 года епархия Диано-Теджано была объединена с епархией Поликастро, получив современное название.

## Ординарии епархии
- епископ Valentino Vignone (17.02.1851 — † 1.11.1857)
- епископ Domenico Fanelli (27.09.1858 — † 14.08.1883)
- епископ Vincenzo Addessi (24.03.1884 — † 1904)
- епископ Camillo Tiberio (14.11.1906 — † 26.04.1915)
- епископ Oronzo Caldarola (8.05.1916 — 27.11.1954)
- епископ Felicissimo Stefano Tinivella, O.F.M. (9.03.1955 — 11.09.1961), назначен архиепископом-коадъютором Турина
- епископ Aldo Forzoni (30.11.1961 — 23.04.1970), назначен епископом Апуании
- епископ Umberto Luciano Altomare (22.08.1970 — † 3.02.1986)
- епископ Bruno Schettino (11.02.1987 — 29.04.1997), назначен архиепископом Капуи
- епископ Francesco Pio Tamburrino, O.S.B. (14.02.1998 — 27.04.1999), назначен секретарём Конгрегации богослужения и дисциплины таинств
- епископ Angelo Spinillo (18.03.2000 — 15.01.2011), назначен епископом Аверсы
- епископ Antonio De Luca, C.SS.R. (с 26.11.2011)